# نفاخ حجاجي

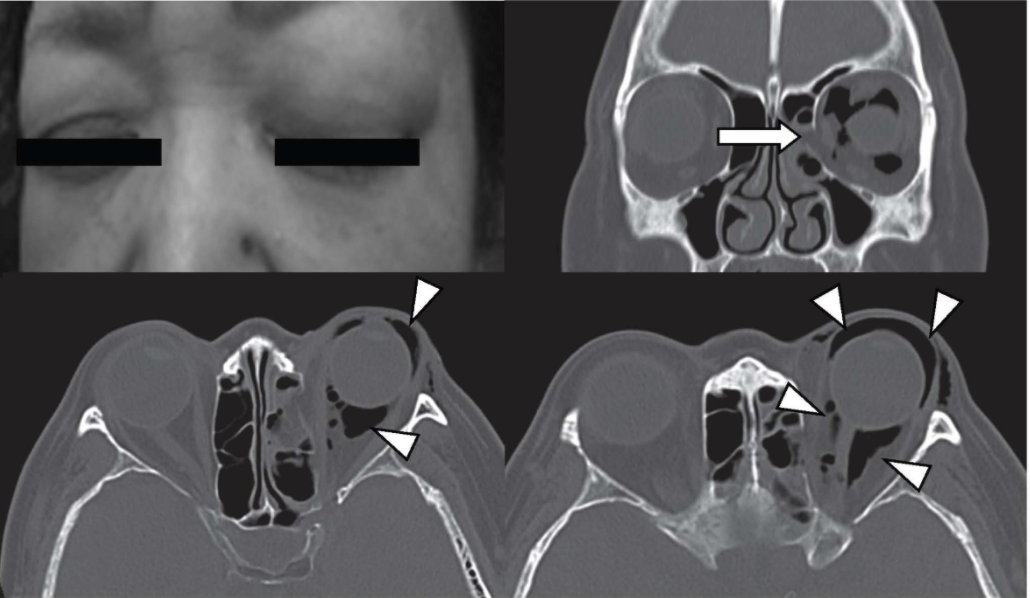
الحجاجان جوفان عظميان الشكل كل منهما على شكل ثمرة الإجاص ، قاعدتهما في الأمام وذروتهما في الخلف عند الثقبة البصرية.

النفاخ الحجاجي (المعروف أيضًا باسم الحجاج الهوائي) حالة طبية تشير إلى احتباس الهواء في الطبقة الرخوة تحت الجلد حول الحجاج (محجر العين)، وتتميز عمومًا بظهور تورم وكدمات مفاجأة في العين المصابة، مع أو بدون ضعف الرؤية، والذي تعتمد شدته على كثافة الهواء المحتبس تحت مساحات الأنسجة الرخوة الحجاجية.
يحدث بشكل شائع جراء الحالات الشديدة من العطاس أو نفخ الأنف أو السعال لدى المرضى الذين أُصيبوا بصدمات حول الحجاج أو كسور حجاجية قبل عدة ساعات أو أيام. أُبلغ عن حالات نادرة أيضًا لأفراد لم تظهر عليهم أحداث سابقة بما في ذلك: العدوى وانثقاب المريء ومضاعفات ما بعد الجراحة والرضح الضغطي الرئوي، مع نفس العوامل المؤهبة (العطاس أو نفخ الأنف أو السعال). طُور نظام من أربع مراحل لتصنيف شدة النفاخ الحجاجي. يمكن إجراء التشخيص السريري بناءً على مزيج من التاريخ الطبي والفحص الجسمي والتصوير المقطعي المحوسب. توجد ثلاثة أنماط للنفاخ الحجاجي، بما في ذلك النفاخ الجفني والنفاخ الحجاجي الحقيقي والنفاخ الحجاجي الجفني.
يُعد النفاخ الحجاجي بمفرده مرضًا خفيفًا وذاتي الشفاء، ولا يتطلب عادةً أي علاج. في حالة وجود أعراض بصرية أو غيرها من أعراض الانضغاط الحجاجي الحاد، قد توجد حاجة إلى بضع جانبي لزاوية العين أو افتكاك الموق، وإزالة الضغط من الحجاج بالإبرة وتخفيف ضغط العظام، لإنقاص الضغط الحجاجي والحفاظ على الرؤية.

## السبب

### صدمة
تعتبر الصدمة الحادة الناتجة عن ضربة مباشرة على الحجاج السبب الرئيسي للنفاخ الحجاجي. يمكن لأي جسم بقوة و/أو سرعة شديدة، عادةً كرة أو قبضة يد أو حوادث طريق، أن يؤدي إلى كسور في قاعدة الحجاج و/أو الجدار الإنسي. تسمح هذه الاضطرابات بدخول الهواء إلى ما تحت الجلد الحجاجي عبر الجيوب الأنفية، بآلية تعتمد على صمام عدم رجوع يمنع الهواء من الخروج. غالبًا ما تُشخص الحالات لدى ضحايا الارتجاج المرتبط بالرياضة أو حوادث السيارات أو حوادث التزلج على الجليد.
لا تسبب الإصابات الرضحية ظهور تورم ما لم تحدث دفعة قوية من الهواء جراء العطاس الشديد أو نفث الأنف أو السعال. تولد هذه الحالات زيادة حادة في الضغط داخل الحجاج، ما يضر بالبنى الوعائية العصبية داخل الحجاج، ويؤدي لاحقًا إلى حدوث النفاخ الحجاجي.

### مضاعفات ما بعد الجراحة
قد ينتج النفاخ الحجاجي عن إجراءات جراحية معينة، لا سيما التي تشمل الجدار الحجاجي اللإنسي. قد يحدث أيضًا بعد التدخلات الجراحية الأخرى في الفم والأنف والوجه والفكين، إذ يكون الحدوث غير متوقع. يمكن أن تسبب هذه الإجراءات ضعف الجيوب الأنفية والبنية العظمية وتلف الأنسجة الحجاجية العميقة، أو تمزق مقلة العين الذي يسبب تسرب الهواء إلى الأنسجة الرخوة حول الحجاج وفي الدهون فوق الحجاج. قد تؤدي هذه الإجراءات الجراحية أيضًا إلى السماح بدخول المكورات العنقودية والعقديات والبكتيريا اللاهوائية عبر جدار عظمي ضعيف، ما قد يسبب عدوى حول الحجاج. لا يمكن للأنسجة الضعيفة أو المتدهورة أن تتحمل الزيادة المفاجئة في ضغط العين وضعف التروية العينية الناجمين عن السعال أو العطاس بشدة. يؤدي ذلك إلى احتباس الهواء في النسيج تحت الجلد حول الحجاج وحدوث النفاخ الحجاجي، والذي غالبًا ما يُشخص بشكل خاطئ على أنه حالة تحسسية. دون التدبير السليم للمرض، قد يؤدي إلى حالات قلبية مهددة للحياة مثل الانسداد القلبي الرئوي والاندحاس القلبي وضائقة تنفسية اعتمادًا على حجم الهواء المحتبس تحت الأنسجة الرخوة للوجه.

### عدوى
يمكن أن تنتشر العدوى خارج موقعها الأصلي، بما في ذلك الصفيحة الحجاجية للعظم الغربالي.

## العلامات والأعراض
تختلف علامات وأعراض النفاخ الحجاجي اعتمادًا على السبب الرئيسي، ولكنها تشمل بدايةً تورم وكدمات وإيلام حول العين المصابة. قد تشمل أيضًا جحوظ العين أو ضعف الرؤية، وعادةً ازدواج الرؤية. قد يسبب الهواء المحتبس زيادة حادة في ضغط العين أو حدوث خلل في الأوعية الدموية، ما يقيد حركة العين ويمنع إغلاق الجفون ويسبب فقدان الإحساس فوق مناطق الخد العلوية.
يسبب احتباس الهواء في الأنسجة الرخوة تحفيز المنعكس العيني القلبي، والذي قد يولد استجابات مبهمية شديدة بما في ذلك الغثيان والدوار والإقياء وبطء القلب والإغماء وإحصار القلب. دون معالجته على الفور، قد يؤدي لاحقًا إلى خلل في وظيفة العين وضعف البصر.

## العلاج
يعتبر النفاخ الحجاجي من تلقاء نفسه مرضًا خفيفًا وذاتي الشفاء. تختفي معظم حالات النفاخ الحجاجي من تلقاء نفسها ولا تحتاج إلى علاج. من ناحية أخرى، قد تكون الحالات والإصابات الكامنة التي سببت النفاخ الحجاجي خطيرة، وتتطلب تدخلًا عاجلًا بما في ذلك الجراحة. في حالة وجود أعراض بصرية أو غيرها من أعراض الانضغاط الحجاجي الحاد، قد تكون هناك حاجة إلى بضع جانبي لزاوية العين أو افتكاك الموق، وإزالة الضغط من الحجاج بالإبرة وتخفيف ضغط العظام، لإنقاص الضغط الحجاجي والحفاظ على الرؤية. قد تكون هناك حاجة إلى إعطاء مضادات حيوية فموية وقائية لمنع العدوى الثانوية.